# Petar Sučić
Petar Sučić (Livno, 25 oktober 2003) is een Bosnisch-Kroatisch voetballer die doorgaans speelt als verdedigende middenvelder. Na een verhuurperiode waarin hij de Bosnische dubbel won met Zrinjski Mostar, debuteerde hij in 2023 voor Dinamo Zagreb, waarmee hij de Kroatische dubbel won. In 2025 maakte hij de overstap naar Internazionale. Sučić speelde voor Bosnische jeugdelftallen en debuteerde in 2024 in het Kroatisch voetbalelftal. Hij is een neef van Luka Sučić.

## Clubcarrière

### Jeugd
Sučić werd geboren in Livno en groeide op in Kandija, waar zijn gezin een boerderij had. Hij ging op 9-jarige leeftijd voetballen voor Sport Prevent, een amateurclub in Bugojno. In 2018 stapte hij over naar de jeugdopleiding van Iskra Bugojno, voordat hij in 2020 werd gescout door Zrinjski Mostar. Namens die club zat hij enkele keren in de wedstrijdselectie in de Premijer Liga. Sučić maakte in januari 2022 de overstap naar Dinamo Zagreb. Namens het tweede elftal van deze club debuteerde hij op 13 februari 2022 in het profvoetbal, op het tweede Kroatische niveau bij een 2–0 overwinning tegen BSK Bijelo Brdo. Later dat seizoen kwam hij in nog acht competitieduels in actie.

### Zrinjski Mostar
Voor het seizoen 2022/23 werd Sučić door Dinamo Zagreb terug verhuurd aan Zrinjski Mostar. Op 6 juli 2022 debuteerde hij in het Europees clubvoetbal bij een doelpuntloos gelijkspel tegen Sheriff Tiraspol in de voorronden van de UEFA Champions League. Zrinjski Mostar overleefde de ronde echter niet en werd vervolgens ook uitgeschakeld in de voorronden van de UEFA Conference League, door Slovan Bratislava. Sučić maakte op 24 juli 2022 zijn competitiedebuut namens Zrinjski Mostar in de met 1–2 verloren thuiswedstrijd tegen Željezničar Sarajevo. Zrinjski Mostar won dat seizoen uiteindelijk de landelijke dubbel. Sučić speelde de volledige bekerfinale, die op 17 mei 2023 met 1–0 werd gewonnen tegen Velež Mostar.

### Dinamo Zagreb
Sučić maakte op 15 juli 2023 zijn debuut voor het eerste elftal van Dinamo Zagreb, als invaller voor Josip Mišić bij een 1–0 overwinning tegen Hajduk Split om de supercup. Op 21 juli 2023 debuteerde hij tegen dezelfde tegenstander ook in de HNL, als invaller voor Marko Bulat bij een 1–2 nederlaag. Vier dagen later kwamen hij in de blessuretijd binnen de lijnen voor Luka Ivanušec tegen Astana FK in de voorronden van de UEFA Champions League (4–0 winst), waarmee hij voor het eerst namens Dinamo Zagreb in actie kwam in het Europees clubvoetbal. Op 17 maart 2024 maakte hij zijn eerste doelpunt in het profvoetbal, waarmee hij de eindstand 0–3 op het scorebord zette in het competitieduel met NK Rudeš. Dinamo Zagreb werd vervolgens landskampioen. Sučić was op 22 mei 2024 verantwoordelijk voor het openingsdoelpunt in de terugwedstrijd van de bekerfinale tegen HNK Rijeka. Dinamo Zagreb won de finale met 1–3 en dus de landelijke dubbel. Sučić scoorde op 2 oktober 2024 voor het eerst in de UEFA Champions League, waarmee hij zijn club hielp aan een 2–2 gelijkspel tegen AS Monaco in de competitiefase. Dinamo Zagreb raakte in het seizoen 2024/25 de landstitel en de beker kwijt aan HNK Rijeka.

### Internazionale
Sučić ondertekende op 4 juni 2024 voor naar verluidt zo'n € 14 miljoen een vijfjarig contract bij Internazionale, waar hij de achtste Kroatische speler werd. Diezelfde maand behoorde hij tot de selectie voor het WK voor clubs in de Verenigde Staten. Op dat toernooi maakte hij op 17 juni 2025 zijn debuut voor Internazionale, als invaller voor Kristjan Asllani in de groepswedstrijd tegen CF Monterrey (1–1). Hij speelde ook mee in alle andere wedstrijden op het toernooi, voordat Internazionale in de achtste finales uitgeschakeld werd door Fluminense FC.

## Clubstatistieken
| Seizoen         | Club              | Competitie      | Competitie | Competitie | Beker | Beker | Continentaal | Continentaal | Overig | Overig | Totaal | Totaal |
| Seizoen         | Club              | Competitie      | Wed.       | Dlp.       | Wed.  | Dlp.  | Wed.         | Dlp.         | Wed.   | Dlp.   | Wed.   | Dlp.   |
| --------------- | ----------------- | --------------- | ---------- | ---------- | ----- | ----- | ------------ | ------------ | ------ | ------ | ------ | ------ |
| 2021/22         | Dinamo Zagreb II  | Nogometna Liga  | 9          | 0          | —     | —     | —            | —            | —      | —      | 9      | 0      |
| 2022/23         | → Zrinjski Mostar | Premijer Liga   | 27         | 0          | 5     | 0     | 5            | 0            | —      | —      | 37     | 0      |
| 2023/24         | Dinamo Zagreb     | HNL             | 25         | 1          | 6     | 1     | 11           | 0            | 1      | 0      | 43     | 2      |
| 2024/25         | Dinamo Zagreb     | HNL             | 26         | 5          | 1     | 0     | 5            | 2            | —      | —      | 32     | 7      |
| 2024/25         | Internazionale    | Serie A         | —          | —          | —     | —     | —            | —            | 4      | 0      | 4      | 0      |
| Carrière totaal | Carrière totaal   | Carrière totaal | 87         | 6          | 12    | 1     | 21           | 2            | 5      | 0      | 125    | 9      |

Bijgewerkt t/m 17 juli 2025.

## Interlandcarrière
Sučić speelde voor Bosnische jeugdelftallen onder 19 en onder 21. Op 5 september 2024 debuteerde hij onder leiding van bondscoach Zlatko Dalić voor het Kroatisch voetbalelftal. Hij verving Luka Modrić in de met 2–1 verloren wedstrijd tegen Portugal in de UEFA Nations League. Sučić maakte op 15 oktober 2024 zijn eerste interlanddoelpunt, bij een 3–3 gelijkspel op bezoek bij Polen in hetzelfde toernooi.
| Interlands van Petar Sučić voor Kroatië | Interlands van Petar Sučić voor Kroatië | Interlands van Petar Sučić voor Kroatië | Interlands van Petar Sučić voor Kroatië | Interlands van Petar Sučić voor Kroatië | Interlands van Petar Sučić voor Kroatië |
| №                                       | Datum                                   | Wedstrijd                               | Uitslag                                 | Competitie                              | Goals                                   |
| --------------------------------------- | --------------------------------------- | --------------------------------------- | --------------------------------------- | --------------------------------------- | --------------------------------------- |
| 1                                       | 5 september 2024                        | Portugal – Kroatië                      | 2 – 1                                   | UEFA Nations League A 2024/25           |                                         |
| 2                                       | 8 september 2024                        | Kroatië – Polen                         | 1 – 0                                   | UEFA Nations League A 2024/25           |                                         |
| 3                                       | 12 oktober 2024                         | Kroatië – Schotland                     | 2 – 1                                   | UEFA Nations League A 2024/25           |                                         |
| 4                                       | 15 oktober 2024                         | Polen – Kroatië                         | 3 – 3                                   | UEFA Nations League A 2024/25           | 24'                                     |
| 5                                       | 15 november 2024                        | Schotland – Kroatië                     | 1 – 0                                   | UEFA Nations League A 2024/25           |                                         |
| 6                                       | 20 maart 2025                           | Kroatië – Frankrijk                     | 2 – 0                                   | UEFA Nations League A 2024/25           |                                         |
| 7                                       | 23 maart 2025                           | Frankrijk – Kroatië                     | 2 – 0 n.v. (5–4 pen.)                   | UEFA Nations League A 2024/25           |                                         |
| 8                                       | 6 juni 2025                             | Gibraltar – Kroatië                     | 0 – 7                                   | Kwalificatie WK 2026                    |                                         |
| 9                                       | 9 juni 2025                             | Kroatië – Tsjechië                      | 5 – 1                                   | Kwalificatie WK 2026                    |                                         |

Bijgewerkt t/m 17 juli 2025.

## Erelijst
Zrinjski Mostar
- Premijer Liga: 2022/23
- Kup BiH: 2022/23

 Dinamo Zagreb
- HNL: 2023/24
- Hrvatski nogometni kup: 2023/24
- Kroatische Supercup: 2023